# Kim Yun-ja
Kim Yun-ja (kor. 김연자; * 15. Mai 1963) ist eine ehemalige Badmintonspielerin aus Südkorea.

## Sportliche Karriere
Kim Yun-ja gewann zwei Bronzemedaillen bei den Weltmeisterschaften im Damendoppel. 1985 spielte sie dabei mit Yoo Sang-hee und 1987 mit Chung So-young. Als bisher letzte Sportlerin gewann sie bei den All England sowohl Einzel als auch Doppel.

## Sportliche Erfolge

### Einzel
| Platz              | Disziplin | Jahr | Ort               | Gegner im letzten Spiel | Ergebnis          |
| ------------------ | --------- | ---- | ----------------- | ----------------------- | ----------------- |
| Asienspiele        |           |      |                   |                         |                   |
| 3                  | Einzel    | 1986 | Seoul, Südkorea   |                         |                   |
| 3                  | Einzel    | 1982 | Neu-Delhi, Indien |                         |                   |
| Asienmeisterschaft |           |      |                   |                         |                   |
| 2                  | Einzel    | 1983 | Calcutta, Indien  | Yoo Sang-hee            | 6-11, 2-11        |
| All England        |           |      |                   |                         |                   |
| 1                  | Einzel    | 1986 | London, England   | Qian Ping               | 11-6, 12-11       |
| Weitere Wettkämpfe |           |      |                   |                         |                   |
| 1                  | Einzel    | 1987 | French Open       | Lee Young-suk           | 11-4, 5-11, 11-0  |
| 1                  | Einzel    | 1986 | German Open       | Helen Troke             | 11-1, 8-11, 12-10 |
| 1                  | Einzel    | 1985 | Denmark Open      | Kirsten Larsen          | 11-4, 11-2        |

### Doppel
| Platz             | Disziplin | Jahr | Ort                   | Partner        | Gegner im letzten Spiel               | Ergebnis           |
| ----------------- | --------- | ---- | --------------------- | -------------- | ------------------------------------- | ------------------ |
| Weltmeisterschaft |           |      |                       |                |                                       |                    |
| 3                 | WD        | 1987 | Peking, China         | Chung So-young |                                       |                    |
| 3                 | WD        | 1985 | Calgary, Kanada       | Yoo Sang-hee   |                                       |                    |
| Asienspiele       |           |      |                       |                |                                       |                    |
| 2                 | WD        | 1986 | Seoul, Südkorea       | Yoo Sang-hee   | Lin & Guan                            |                    |
| 2                 | WD        | 1982 | Neu-Delhi, Indien     | Yoo Sang-hee   | Kang Haeng-suk & Hwang Sun-ai         | 13-18, 15-7, 7-15  |
| All England       |           |      |                       |                |                                       |                    |
| 1                 | WD        | 1988 | London, England       | Chung So-young | Chung Myung-hee & Hwang Hye-young     | Aufgabe            |
| Weitere Turniere  |           |      |                       |                |                                       |                    |
| 1                 | WD        | 1988 | Belgian International | Yoo Sang-hee   | Dorte Kjær & Nettie Nielsen           | 15-12, 15-2        |
| 1                 | XD        | 1987 | French Open           | Park Joo-bong  | Mark Christiansen & Erica van Dijk    | 15-10, 15-7        |
| 1                 | WD        | 1986 | Scandinavian Open     | Yoo Sang-hee   | Chung Myung-hee & Chung So-young      | 15-7, 15-4         |
| 1                 | WD        | 1986 | German Open           | Yoo Sang-hee   | Chung Myung-hee & Chung So-young      | 15-10, 15-5        |
| 1                 | WD        | 1985 | Denmark Open          | Yoo Sang-hee   | Christine Magnusson & Maria Bengtsson | 12-15, 18-14, 15-1 |
| 1                 | WD        | 1985 | Denmark Open          | Yoo Sang-hee   | Gillian Gilks & Nora Perry            | 15-7, 15-7         |
| 1                 | WD        | 1985 | Japan Open            | Yoo Sang-hee   | Wu Jianqiu & Guan Weizhen             | 15-4, 3-15, 15-4   |
| 1                 | WD        | 1984 | Swedish Open          | Yoo Sang-hee   | Yonekura & Tokuda                     | 15-11, 10-15, 15-9 |
| 1                 | WD        | 1984 | Denmark Open          | Yoo Sang-hee   | Yonekura & Tokuda                     | 3-15, 15-3, 15-13  |
| 1                 | WD        | 1983 | Malaysia Open         | Yoo Sang-hee   | Perry & Webster                       | 11-15, 15-4, 15-7  |